# 王璜 (永樂進士)
王璜（1381年—？），字子玉，山西太原府代州王里一都人，明朝政治人物。同進士出身。

## 生平
山西鄉試九十五名。永樂十年（1412年）壬辰科會試第十名，殿試登進士第三甲第四十名。選為翰林院庶吉士，編撰永樂大典。以薦出為安慶府知府。

## 家族
曾祖父王仲友。祖父王士弘，曾任順義縣典史。父亲王安道。